# Apelar a las emociones
En lógica, apelar a las emociones o argumentum ad passiones es una falacia en la que se trata de manipular las emociones del oponente o del público, en lugar de usar argumentos válidos. Este tipo de falacia es más evidente en personas que dejan que sus emociones o consideraciones subjetivas influyan en el proceso de razonamiento.
Esta falacia sirve como cortina de humo y abarca diferentes tipos de falacias lógicas, entre ellas:
- Apelar a las consecuencias
- Apelar al miedo
- Apelar al halago
- Apelar a la compasión
- Apelar al ridículo
- Apelar al victimismo
- Apelar a la culpa
- Pensamiento ilusorio

Especial atención para la apelación al victimismo, en donde se mezclan el argumentum ad hominem y la apelación a las emociones.

## Ejemplos
- "Piensa en los niños": Es un argumento que durante muchos años se ha utilizado en política para convencer a las masas. Consiste en apelar al futuro de los niños. También se usa mucho el "es por los niños".
- "Reductio ad Hitlerum": Consiste en acusar injustificadamente de nazi al contrincante para que la opinión pública vuelque sobre el contrincante los mismos sentimientos que les produce la imagen del nazismo, el holocausto y la Alemania nazi. Obviamente si la acusación es fundada por actitudes semejantes sería una analogía y no una acusación injusta.